# Zájezdec
Zájezdec är en ort i Tjeckien.   Den ligger i regionen Pardubice, i den centrala delen av landet, 110 km öster om huvudstaden Prag. Zájezdec ligger 258 meter över havet och antalet invånare är 104.
Terrängen runt Zájezdec är platt.Runt Zájezdec är det ganska tätbefolkat, med 80 invånare per kvadratkilometer. Närmaste större samhälle är Pardubice, 16,2 km nordväst om Zájezdec. I omgivningarna runt Zájezdec växer i huvudsak blandskog.